# Márffy Ödön
Márffy Ödön (Budapest, 1878. november 30. – Budapest, 1959. december 3.) magyar festő és grafikus. A MIÉNK, a Nyolcak, a KUT tagja. Festői stílusa leginkább a fauve-ok, majd a párizsi iskola látásmódjával rokonítható.

## Élete és munkássága

### Pályakezdés
Márffy Jakab (Károly) hivatalnok és Scheiber Janka fia. 1890. május 27-én Budapesten, a Szent István Bazilikában testvéreivel együtt római katolikus hitre tért. Rövid hazai előképzés után, 1902-ben a Székesfővárosi Tanács ösztöndíjával Párizsba utazott tanulni. Először a Julian Akadémián Jean-Paul Laurens növendéke lett, de még az év folyamán átiratkozott az állami képzőbe, az École des Beaux-Arts-ba Fernand Cormon osztályába, ahol négy esztendőt töltött. A kötelező stúdiumok elsajátításán túl legalább ennyire hasznos volt számára, hogy olyan festőnövendékekkel került kapcsolatba, akik már a modern irányzatokért lelkesedtek. Az ő révükön megismerkedett Cézanne, van Gogh és Pierre Bonnard festészetével, valamint az akkori legmodernebb festőkkel, Henri Matisse-szal és a fauves-okkal. 1906-ban szerepelt először a Salon d’Automne kiállításán.

### Fauve-os korszaka
1906 őszén hazatért és hamarosan kollektív kiállításokon mutatta be plein air törekvésekből kiinduló, élénk színvilágú műveit. Még ebben az évben elnyerte a kor legjelentősebb, négyezer koronával járó művészi elismerését, a Ferenc József Koronázási Jubileum-díjat. A tekintélyes pénzösszeg lehetővé tette, hogy további tanulmányutakat tegyen Olaszországba és Dalmáciába. Sikereire felfigyelt Rippl-Rónai József és Kernstok Károly is. Rippl-Rónai támogatásával lett Márffy a MIÉNK művészcsoport alapító tagja, míg Kernstok nyergesújfalui birtokára invitálta festeni. Márffy a következő esztendőben dolgozott Kernstoknál, és egymással kölcsönhatásban fejlesztették ki fauve-os festészetüket.

### Nyolcak-periódus

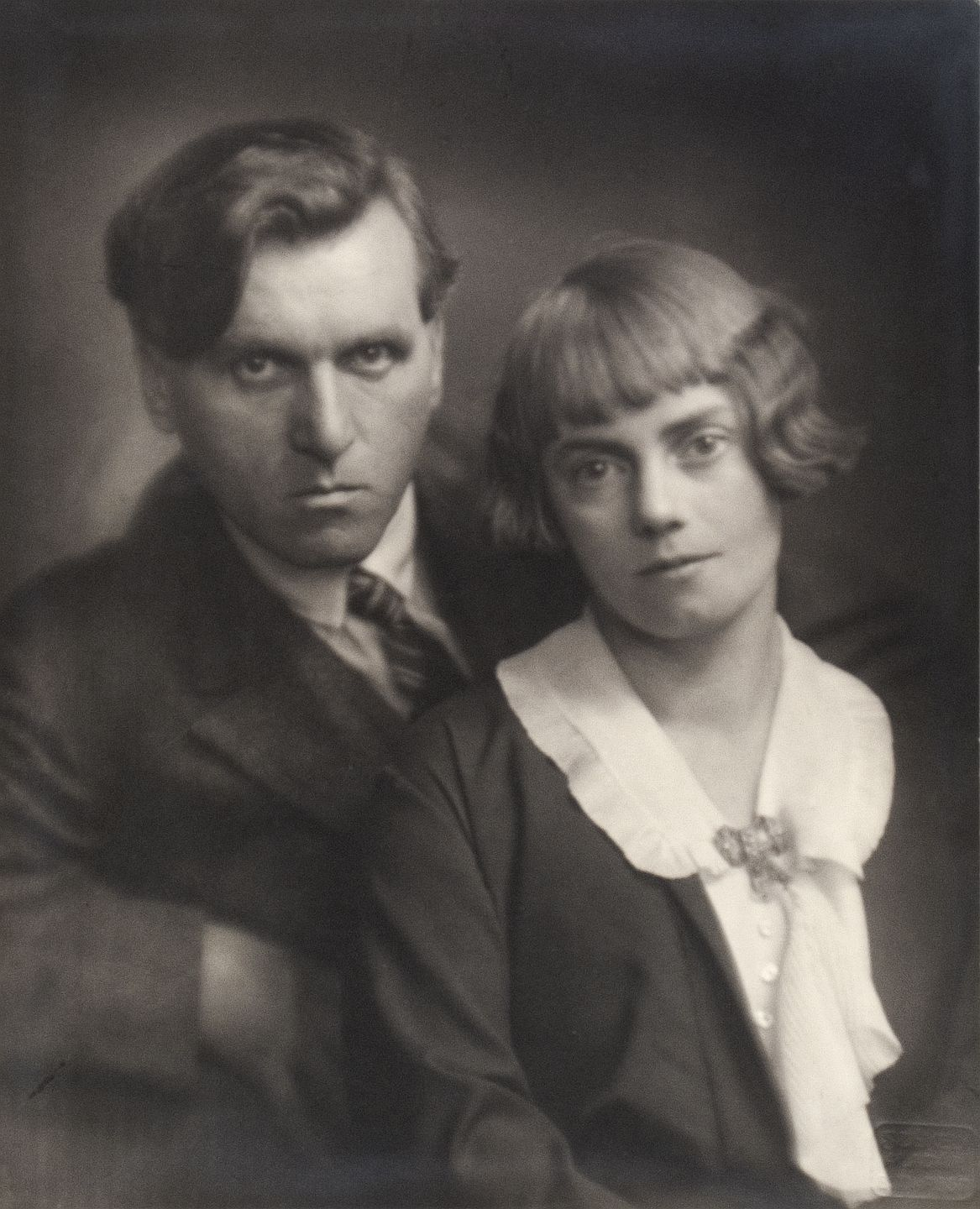
Márffy Ödön és Boncza Berta Székely Aladár felvételén

A magyar Vadak főként budapesti illetőségű csoportja - akiket ebben az időben többnyire „keresőkként" emlegettek -, Kernstok Károly köré szerveződve 1909 végén kivált a MIÉNK-ből, és megalakította az első magyar avantgárd csoportot, a Nyolcakat. Első kiállításukon, amely az „Új Képek" címet viselte, Márffy Fürdő nők című festménye nagy felháborodást váltott ki a konzervatív kritikusok körében. Az elkövetkező években Márffy festészete - a Nyolcak többi tagjához hasonlóan - folyamatos átalakuláson ment keresztül, a szertelen, fauves-os ecsetkezelést a Cézanne hatását tükröző, szigorú kompozíciós rend váltotta fel képein.
Az I. világháborúban főhadnagyi rangban hadifestőként dolgozott, éppen úgy, mint Mednyánszky László

### Csinszka-korszak
Párizsban, még 1906-ban kötött barátságot Ady Endrével, akiről később akvarell portrét is készített. 1920-ban feleségül vette Ady özvegyét, Csinszkát, azaz Boncza Bertát (1894-1934), ekkor termékeny alkotó periódusa következik. 1924-ben a Képzőművészek Új Társasága (KUT) alapító tagja 1927-től tíz éven át elnöke lett. 1928-ban Amerikába utazott, Washingtonban és New Yorkban rendezett kiállításaival sikereket ért el. Több műve került amerikai és európai vásárlókhoz. Hazai gyűjteményes kiállításait 1928-ban, 1930-ban és 1958-ban az Ernst Múzeumban rendezte, 1931-ben rendezett egyet a Tamás Galériában is.

### Érett korszaka
Felesége halála után átmenetileg művészi válságba került, közel egy évig szinte semmit sem alkotott. A harmincas évek második felében lejárt a Gresham kávéházba de aktívan nem kapcsolódott Bernáth Aurél körébe. A KUT elnöki tisztéről 1937-ben lemondott, ám továbbra is részt vett a kiállításaikon. Kedvelt festői témája lesz Como és az Észak-Olaszországi tóvidék. Az évtized végétől készülnek jellegzetes lovas tájképei. Márffy magára találását 1944 végén újabb személyes tragédia árnyékolta be. Zsidó származású élettársát, Rácz Klárát a nyilasok elhurcolták és meggyilkolták. Budai házát Budapest ostromakor gránáttalálat érte, a háború végét a pasaréti ferenceseknél meghúzódva kellett átvészelnie. Elhagyott műtermét a megszálló szovjet katonák felforgatták, lakását kifosztották.

### Késői periódus
A II. világháború után bekapcsolódott az Európai Iskola munkájába, 1948-ban újranősült: feleségül vette a nála csaknem negyven évvel fiatalabb Hacker Franciskát (Cseszkát). Az ötvenes években Márffy nem tudott alkalmazkodni a szocialista realista elvárásokhoz, és csendes mellőzés lett osztályrésze.

## Festői stílusa
Korai művei a posztimpresszionizmus jegyében készültek, majd érdeklődése a fauvizmus felé fordult. 1906-tól a magyar Vadak egyik legmarkánsabb képviselője lett. A Nyolcak idején - Cézanne hatására - szigorúbb kompozíciós rend jelent meg a képein. A tízes évek végére - leginkább Oskar Kokoschka hatására - az expresszionizmushoz közeledett. Csinszkával kötött házasságát követően kifejezésmódja sokat szelídült, közérthetőbbé vált. A vibráló színeket oldottabb hangulat váltotta képein, dekoratív stílusa az École de Paris modorával rokonítja művészetét. Legfőbb festői témája ebben a másfél évtizedben a felesége és a családi környezet lett, ezért joggal nevezhető e periódus Csinszka-korszaknak. A harmincas években laza szállal kötődik a Gresham-körhöz. Mind a táj- mind az alakábrázolásban kiváló volt, keresett portréfestő is volt, nevezetesek például önarcképei, Csinszka képek, s Gulácsy Lajosról festett portréja. Gobelin-tervei mellett litográfiái közül kiemelkednek a Szent János jelenéseit ábrázoló lapok. 1949-ben készült el Gyümölcsszedők című nagyméretű, gazdag koloritú pannója. A Magyar Nemzeti Galéria számos festményét és grafikáját őrzi. Az utóbbi évtizedben kezdik felfedezni, újraértékelni, képei magas árat érnek el az aukciókon.

## Művei (válogatás)
- Gulácsy Lajos portréja (1907) (Olaj, vászon, 63 x 52 cm) (MNG)
- Nyergesi lány (1908) (Olaj, vászon, 88,5 x 62 cm) (magántulajdonban)
- Fürdő nők (Aktos kompozíció) (1909) (Olaj, vászon, 79,5 x 98,5 cm) (Janus Pannonius Múzeum)
- Régi váci vám (1910) (Olaj, vászon, 69,5 x 90 cm) (MNG)
- Álló akt (1911 körül) (Olaj, vászon, 114 x 86 cm) (magántulajdonban)
- Fekvő akt (1913 körül) (Olaj, vászon, 57 x 89 cm) (MNG)
- Konstruktiv önarckép (1914) (Olaj, vászon, 92x69 cm) (MNG)
- Ady (1920 körül) (Ceruza, lavírozott tus, papír, 167 x 109 mm) (MNG)
- Leány zöldben (1921) (Olaj, vászon, 42,5 x 33 cm) (magántulajdonban)
- Csinszka (1924)[23]
- Csipkekendős nő (1930, később átfestve) (Olaj, vászon, 81 x 65 cm) (MNG)
- Nyáriruhás nő szabadban (Vonyica) (1930 körül) (Olaj, vászon, 80 x 63,5 cm) (Városi Képtár – Deák Gyűjtemény, Székesfehérvár)
- Ticharich Zdenka és Csinszka (1930) (Olaj, vászon, 73,5 x 60 cm) (magántulajdonban)
- Csinszka utolsó arcképe (1936) (Olaj, vászon, 101 x 80 cm) (MNG)
- Önarckép (1940-es évek (Olaj, vászon, 100 x 80 cm) (MNG)
- Gyümölcsszedők : pannó (1949)

## Társasági tagság
- MIÉNK
- Magyar Vadak
- Nyolcak
- KUT
- Gresham-kör
- Európai Iskola

## Díjai
- Ferenc József Koronázási Jubileum-díj (1907)
- Művészház nagydíja (1908)
- Szinyei Merse Pál Társaság tájképdíja (1931)
- Állami nagy aranyérem (1947)
- Érdemes művész (1958)

## Emlékezete

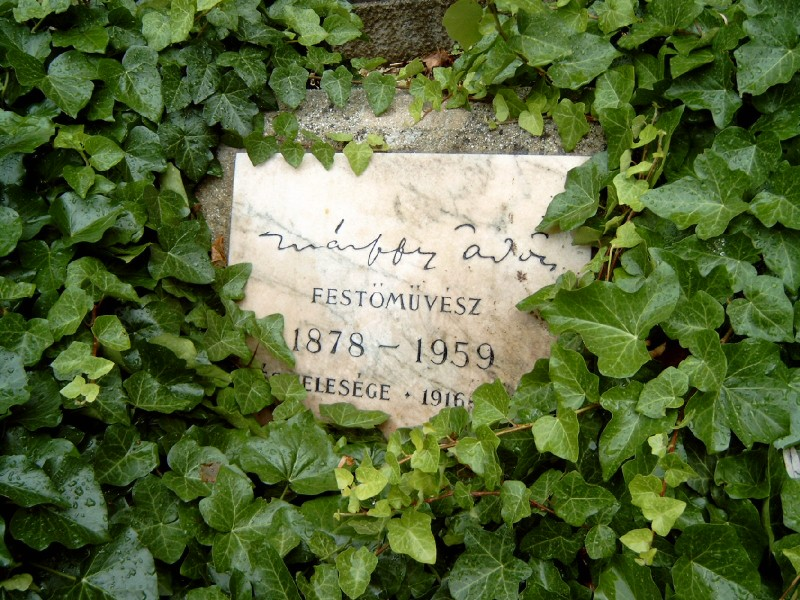
Márffy Ödön sírja Budapesten. Farkasréti temető: 40-1-54.

- 1998 Márffy a magángyűjteményekben, Polgár Galéria, Budapest
- 1999-2000 Hommage á Márffy Ödön, Erdész Galéria, Szentendre
- 2003 Márffy és múzsái, Ernst Múzeum, Budapest
- 2004 Márffy Ödön gyűjteményes kiállítása, Vitalitas Galéria, Szombathely
- 2010 A másik Csinszka. Márffy Ödön múzsája, Modem, Debrecen
- 2010 Szín, fény, ragyogás. Márffy Ödön gyűjteményes emlékkiállítása, Kogart ház, Budapest
- 2010-2011 Márffy és Csinszka. Márffy Ödön festészete a két világháború között, Balatonfüred, Vaszary Villa

## Szakirodalom
- Pátzay Pál: Márffy Ödön, Berlin, Paul Gordon Verlag, é. n. [1928]
- Zolnay László: Márffy, Budapest, Corvina: A művészet kiskönyvtára, 1966.
- Passuth Krisztina: Márffy Ödön, Budapest, Corvina, 1978.
- Rockenbauer Zoltán: Márffy és múzsái. Budapest: Ernst Múzeum, 2003. 60 o. ill. ISBN 9632106105
- Rockenbauer [Zoltán]: Márffy. Életműkatalógus.[24] Budapest/Párizs, Makláry Artworks, 2006. 475 o. ill. ISBN 9632299671
- Rockenbauer Zoltán: Márffy. (Magyar mesterek), Budapest, Corvina, 2008. 64 o. ill. ISBN 9789638909107
- Rockenbauer Zoltán: Márffy és Csinszka. Márffy Ödön festészete a két világháború között. Balatonfüred, 2010. 120 o. ill. ISBN 9789631357790
- Rockenbauer Zoltán: Visszaadni az emlékezetnek. Ki volt Rácz Klára, Márffy Ödön barátnője (?–1944). Múlt és Jövő, 2019. 3. 82–98.

## Művei aukciókon és gyűjteményekben
- Márffy Ödön 826 festmény és grafika alkotása a budapestaukcio.hu adatbázisában
- Márffy Ödön 648 festmény és grafika alkotása a nemzetközi műtárgyadatbázisban